# Doug Livermore
Douglas Ernest Livermore, detto Doug (Prescot, 27 dicembre 1947), è un ex calciatore e allenatore di calcio inglese, di ruolo centrocampista.

## Carriera

### Club
Livermore ha militato per un certo periodo di tempo nel settore giovanile del Bolton prima di approdare al Liverpool nel 1965: giocando inizialmente nelle giovanili per poi essere convocato in prima squadra il 1º novembre 1965 all'età di 18 anni. Ha debuttato con la maglia dei Reds tre anni dopo, sostituendo Tony Hateley nel secondo tempo di una gara persa per 1-0 contro il West Ham United il 20 aprile 1968.
Dopo 18 presenze totali con il Liverpool, il 26 novembre 1970 viene ceduto a titolo definitivo al Norwich City. Ebbe un periodo di discreto successo a Carrow Road, aiutando il club a vincere il campionato di Second Division 1971-1972 e portando così la sua squadra alla promozione in massima divisione. L'anno successivo, riuscì a condurre la squadra fino alla finale di Coppa di Lega, persa poi per 1-0 contro il Tottenham di Bill Nicholson. In cinque anni di militanza nei Whites ha totalizzato 139 presenze e segnato 6 reti, venendo fermato più volte da svariati infortuni.
A gennaio del 1975 venne ceduto in prestito al Bournemouth. Totalizzerà appena dieci presenze prima di essere ceduto a titolo definitivo al Cardiff City nel mese di agosto. Divenne una figura piuttosto importante nell'undici titolare della squadra, totalizzando 88 presenze in circa tre anni e mezzo. Nell'ottobre 1977 si è unito a titolo definitivo al Chester City dove contribuì a raggiungere il quinto posto in Third Division nella stagione 1977-1978. Si ritirò ufficialmente dalle attività calcistiche nel 1980.

### Allenatore
Nel 1980, appena dopo il suo ritiro, è ritornato al Norwich City come tecnico della squadre riserve. Nello stesso periodo accettò anche un'offerta di lavoro che lo vide impegnato nello staff tecnico della Nazionale gallese,  riuscendo a portare la squadra alla vittoria del Torneo Interbritannico del 1980.
Nell'agosto del 1983 approdò sulla panchina dello Swansea City nelle vesti di collaboratore tecnico di John Toshack. Successivamente, dopo l'addio di quest'ultimo nel 1983, venne nominato tecnico ad interim della squadra.
L'anno successivo decise di lasciare la squadra per potersi unire al Tottenham, con il compito di allenare la squadra delle riserve. Nel maggio del 1992 venne nominato ufficialmente nuovo tecnico dopo che Terry Venables venne promosso ad amministratore delegato e l'allora allenatore Peter Shreeves a Team Manager. L'annata 1991-1992 fu del tutto sotto le aspettative per gli Spurs: nonostante abbiano raggiunto i quarti di finale di Coppa delle Coppe con in attacco un Gary Lineker che concluderà quella stagione mettendo a referto 28 reti, in campionato la squadra avrà un grande tracollo, finendo per scendere al quindicesimo posto subendo ben 20 sconfitte. A fine stagione, Shreeves venne licenziato e Livermore venne promosso a Team Manager per l'inizio della stagione successiva che conclusero all'ottavo posto.
Nel 1994 ebbe un fugace ritorno al Liverpool, con il compito di assistere l'allora tecnico Roy Evans. Durante il suo mandato, assistette la squadra durante la vittoria della Coppa di Lega del 1995 e alla finale di FA Cup dell'anno seguente. Tuttavia, rimase in panchina anche dopo l'approdo di Gérard Houllier come allenatore, cosa che Evans non gradì molto, decidendo di dimettersi nel novembre del 1998.
Dopo un breve periodo di pausa, riprese le attività manageriali sulla panchina del Nottingham Forest, divenendo l'assistente di Ron Atkinson. Dopo non esser riusciti a salvarsi dalla retrocessione, lasciò la squadra per poi tornare al Norwich City come assistente di Bruce Rioch, rimanendo in carica anche quando egli annunciò le dimissioni per far spazio a Bryan Hamilton. Successivamente, Hamilton decise di dimettersi a gennaio venendo sostituito da Nigel Worthington con Livermore che era stato nominato membro del team dirigenziale. Tuttavia, Worthington riuscì nell'intento di portare la squadra in Premier League come prima in classifica nella stagione 2003-2004. Nonostante ciò, le Canaries rimarranno in massima divisione per solamente una stagione, piazzandosi al diciottesimo posto a pari punti con il Crystal Palace penultimo in classifica. Worthington venne esonerato nell'autunno 2006, ma nonostante ciò Livermore rimase comunque sulla panchina della squadra anche dopo l'arrivo di Peter Grant. Il 9 febbraio 2007 ha deciso di lasciare la panchina del club dopo otto anni.
Nelle ultime settimane della stagione 2006-2007, si è ricongiunto con il suo ex allenatore Nigel Worthington sulla panchina del Leicester City. I due riuscirono a salvare la squadra dalla retrocessione in Football League One e a fine stagione Livermore decise di non rinnovare il proprio contratto lasciando la squadra.